# Ciclabilidade
A ciclabilidade é o grau de facilidade da circulação de bicicletas. Um maior grau de ciclabilidade nas cidades está relacionado, entre outros, com benefícios para a saúde das pessoas, menores níveis de poluição atmosférica e acústica, melhora da fluidez do trânsito ou uma maior produtividade.

## Parâmetros de ciclabilidade
Entre os fatores que afetam à ciclabilidade se encontram:

### Segurança
A segurança das vias ciclistas é um requisito para uma alta ciclabilidade:
- As vias mais seguras são aquelas que estão segregadas do trânsito motorizado (ciclovias).
- A largura das vias ciclistas deve ser suficiente como pára que duas bicis possam se cruzar ou ultrapassar com segurança.
- A visibilidade da via deve possibilitar a previsão de possíveis frenagens e interseções, evitando curvas em ângulos rectos.
- As interseções devem, a sua vez, estar bem sinalizadas tanto para os ciclistas como para o trânsito motorizado.
- As vias devem evitar ter obstáculos, como postes de ilumiaçao ou bancos. Também evitar que seja requerido carregar a bicicleta, como nas escadas, em cujo caso podem se incorporar rampas para bicicletas.
- O pavimento deve ser liso, com obstáculos rebaixados como nas borda da calçada, com materiais que não ofereçam demasiada resistência, que drenen e a sua vez não sejam escorregadios quando chove.

### Coerência
Uma rede ciclista coerente implica:
- As vias ciclistas devem cobrir toda a extensão da cidade, de maneira que a bicicleta possa se utilizar para ir ao máximo de destinos possíveis. Idealmente, deveria ter uma via ciclista a menos de 250 metros de qualquer ponto da cidade.
- Têm que estar ligadas umas com outras de maneira contínua.
- Devem existir estacionamentos seguros tanto em origem e como no destino dos percursos.
- O desenho das vias ciclistas deve ser uniforme, de maneira que todos os cidadãos possam perceber com rapidez o uso dessa via, evitando conflitos.
- As vias devem estar corretamente sinalizadas, incluído os destinos que oferece a cada uma das vias.

### Retidão
As bicicletas estão impulsionadas pelo exercício físico das pessoas, por tanto, uma rede ciclista altamente ciclável deve permitir deslocações diretas sem grandes esforços:
- Os trajetos entre origens e destinos se podem realizar da maneira mais linear possível, sem necessidade de fazer grandes desvios.
- As vias ciclistas devem percorrer as ruas principais, pois costumam ser as que acolhem a maioria de lojas e serviços.
- Devem evitar ou minimizar as pendentes.
- Reduzir o número de detenções como semáforos ou interseções, que requerem um maior esforço físico.

## Indicadores de ciclabilidade
Um dos melhores indicadores do grau de ciclabilidade é a proporção equilibrada de gêneros e idades que fazem uso quotidiano da bicicleta. As mulheres, os meninos e as pessoas idosas são quem têm uma maior percepção de insegurança, pelo que se uma cidade tem uma ciclabilidade baixa não considerarão a bicicleta como um meio de transporte habitual. Da maneira contrária, uma composição de utentes da bicicleta similar à estrutura demográfica indicará um espaço altamente ciclável.